# Der Mann mit zwei Gehirnen
Der Mann mit zwei Gehirnen (engl. The Man with Two Brains) ist eine amerikanische Komödie von 1983, geschrieben von Steve Martin und George Gipe unter der Regie von Carl Reiner, mit Steve Martin, Kathleen Turner und David Warner in den Hauptrollen.
Der Film kam 1985 im deutschsprachigen Raum in die Kinos.

## Handlung
Dr. Michael Hfuhruhurr ist ein verwitweter, genialer, aber auch selbstsüchtiger Neurochirurg, der bei einem Autounfall die schöne Dolores Benedict kennenlernt, der er in seinem Operationssaal das Leben rettet. Nach ihrer Heirat offenbaren sich ihm ihre schlechtesten Seiten, weil Dolores nur an seinem Geld interessiert ist. Er vermisst schmerzlich den Sex mit seiner schönen Frau, die anderen Männern offensichtlich mehr zugetan ist als ihm.
Auf der Hochzeitsreise lernt Michael während eines medizinischen Kongresses in Wien den unheimlichen Gehirnspezialisten Dr. Nötigenfalls kennen, der in seinem Labor eine Reihe von Gehirnen in einer Nährlösung aufbewahrt. Diese Gehirne bezieht er aus der Pathologie, vorzugsweise von Opfern des sogenannten „Fahrstuhlmörders“, welcher seine Opfer durch eine Injektion von Fensterreiniger umbringt, bei der das Gehirn zuletzt stirbt. Dem Gehirn der Anne Uumellmahaye gelingt es, über Gedankenübertragung mit Michael Kontakt aufzunehmen. Im Kopf von Michael entwickelt sich eine stille Romanze mit Anne und er verliebt sich in die innere Schönheit des fast körperlosen Wesens.
Der Zustand Annes verschlechtert sich jedoch dramatisch und Michael ist verzweifelt. Durch ein zufälliges, tödliches Zusammentreffen des Fahrstuhlmörders und Dolores ergibt sich eine positive Wendung. Michael transplantiert das Gehirn Annes in den Körper der verstorbenen Dolores, während in der Zwischenzeit die Wohnung von Dr. Nötigenfalls von der Polizei mit einem von der Nachbarin geliehenen Rammbock gestürmt wird.
Die Fusion eines schönen Geistes mit einem schönen Körper hat einen Haken. Es stellt sich heraus, dass Anne in ihrem vorherigen Leben esssüchtig war und der Körper von Dolores in ihrer Genesungszeit von Mengen an Schokolade dick geworden ist. Michael macht es jedoch nichts aus, er nimmt sie so, wie sie ist und trägt sie als seine Frau über die Schwelle seines Hauses.

## Synchronisation
| Rolle                   | Darsteller          | Sprecher               |
| ----------------------- | ------------------- | ---------------------- |
| Dr. Michael Hfuhruhurr  | Steve Martin        | Hans-Werner Bussinger  |
| Dolores Benedict        | Kathleen Turner     | Traudel Haas           |
| Dr. Alfred Nötigenfalls | David Warner        | Joachim Kerzel         |
| Butler                  | Paul Benedict       | Andreas Mannkopff      |
| Dr. Brandon             | Peter Hobbs         | Friedrich Schoenfelder |
| Realtor                 | James Cromwell      | Robert Dietl           |
| Olsen                   | Francis X. McCarthy | Wolfgang Völz          |

## Kritiken
Roger Ebert schrieb in der Zeitung Chicago Sun-Times vom 7. Juni 1983, dass Steve Martin eine lange Reihe der Filme über die verrückten Wissenschaftler wie Frankenstein Junior von Mel Brooks fortsetze. Ebert verriet, dass er Steve Martin eigentlich nicht besonders witzig finde, aber bei dieser Komödie lachen konnte. Er lobte die Darstellungen von Kathleen Turner und David Warner.
Das Lexikon des internationalen Films schrieb: „Zitatenreiche Persiflage auf das Genre des Horrorschockers; eine überdrehte Groteske, voller Albernheiten und auch Geschmacklosigkeiten, zu Beginn furios inszeniert, später nachlassend.“